# Мустафін Олексій Рафаїлович
Муста́фін Олексі́й Рафаї́лович (нар. 23 травня 1971, Київ) — український журналіст, телевізійний менеджер, політик, автор книжок науково-популярного спрямування. Праонук революціонера Олександра Белоносова

## Освіта
1993 — закінчив педагогічний університет ім. М. Драгоманова (історичний факультет).

## Діяльність у медіа
У журналістиці — з кінця 80-х років. Починав з публікацій у «неформальній» пресі політичного спрямування.
В 1991 році долучився до редколегії двотижневика «Київський соціал-демократ».
З червня 1993 року працював журналістом у часописі «Пост-Поступ», з листопада 1993 року — у виданні «УНІАН-тижневик»
Був також автором публікацій в часописах «Новое время» (в співавторстві), «Вісті з України» та «Eurazja».
З листопада 1994 до кінця 1997 року — в журналістській команді, яка створювала інформаційно-аналітичну телепрограму «Післямова».
З вересня 1996 року — журналіст газети «День».
У 1997 році працював завідувачем відділу міжнародних новин у Телевізійній службі новин (ТСН) на телеканалі 1+1.
З 1998 року — заступник шеф-редактора, у 2001–2005 р. — шеф-редактор служби новин телеканалу «Інтер».
Автор програми «Післязавтра» (2003—2005).
У 2006–2011 роках — заступник голови правління з інформаційного мовлення телеканалу СТБ, головний редактор, керівник програми новин «Вікна».
За цей час «Вікна» чотири рази — у 2007, 2009, 2010 і 2011 роках — отримували премію «Телетріумф» як найкраща новинна програма на українському телебаченні. У 2007 році «Вікна» стали володарем премії «Фаворит телепреси», а в 2008 році цю премію отримала програма «За Вікнами».
З травня 2011 року — очолював департамент документальних і публіцистичних проєктів СТБ.
Автор фільмів «2004» і «Майже доросла. Щоденник двадцятирічної» (останній здобув премію «Телетріумф» як найкращий телевізійний документальний фільм 2011 року).
Про роботу на «СТБ» і на «Інтері» журналіст зізнався у 2010 році в одному зі своїх інтерв'ю інтернет-виданню «Медианяня»:
|  | «Це дуже різні канали. У «Подробиць» з певного часу з'явилося гасло «Головні новини країни. Але насправді вони завжди грали роль «головних новин» - з моменту запуску «Подробиць» на місці програми «Час». Я це добре пам'ятаю, оскільки сам при цьому був присутній. Тому ставлення трошки інше до цих новин. Це офіціозніші новини, які повинні розповідати про все, що сталося в країні важливого, серйозного. Це просто жанр такий. І в ньому потрібно працювати, тому що аудиторія цього просить. І не тільки «широка аудиторія», я б сказав. Ось ви питали про спілкування з політиками ... На «Інтері» це завжди було по-особливому. «Що ви мали на увазі, коли сказали вчора то-то і те-то?». «Та нічого не мали на увазі». «Не може бути, на «Інтері» не може бути, щоб нічого не мали на увазі». Коли Кучма був президентом, він дивився «Подробиці». Відповідно, все те, на що в інших новинах він міг не звернути уваги - тому що просто їх не дивився, на «Інтері» він бачив. І реакцію це викликало відповідну. Більш безпосередню, я б сказав. Специфіка новин СТБ в тому, що це новини для людей, які не чекають офіційних повідомлень. І розуміють, про що ми їм розповідаємо. У них легше і вільніше ставлення до життя. Це люди, які сприймають іронію. А іронія починається з самоіронії. Що стосується особистих відчуттів, то СТБ для мене досить комфортний канал. Тут немає такої тривожної напруги, як на «Інтері». Хоча б в силу статусу: ми, насправді, і не претендуємо на звання статусного каналу, ми «менш понтовий» канал, якщо хочете. І тому тут працюєш з великим задоволенням. Є, звичайно, проблеми, але на якому каналі їх немає? І, до того ж, на СТБ новини «відпочивають» по суботах і неділях. Це дуже незвично для новин. Для новинника це взагалі може здатися дивним. Пам'ятаю, коли я прийшов на СТБ з «Інтера», на мене це справило просто незабутнє враження. Я повинен був звикнути до цього. Але з іншого боку - це показує інше ставлення до життя...» |

Як журналіст співпрацював з часописами «Дзеркало тижня», «Профіль», «Лівий берег», публікувався в «Українській правді»
У 2013–2016 роках — генеральний директор телеканалу «Мега».
У 2016–2017 роках — генеральний продюсер новин «Медіа Групи Україна». На базі ресурсів групи (новинної редакції телеканалу «Україна», сайту Segodnya.ua і газети «Сєгодня») створив єдину інформаційну платформу під спільним брендом «Сьогодні».
У 2020–2021 роках — генеральний продюсер телеканалу «Еспресо».
У 2021 році повернувся до «Медіа Групи Україна», спочатку керував проєктом «Україна, яку будуємо ми», присвяченому 30-річчю незалежності України, а з початком масштабного російського вторгнення і до липня 2022 року — ютуб-проєктом «Воєнний щоденник».
В 2022 році створив і вів проєкт «Чорноморські історії» на ТРК «Чорноморська».
В 2022–2023 — автор і ведучий проєкту «Must Know» на Obozrevatel TV.
В 2023–2024 роках створював проєкт «Музика для сну» на каналі «Ісландія».
У 2024 році приєднався до команди радіо «Армія FM».
У 2025 році став ведучим програми «Деокупована історія» на «Радіо Свобода».
Сценарист каналу WAS: Популярна історія. Співпрацює з виданням «Історична правда».
Академік Української телевізійної академії. Член спостережної ради журналістської премії «Честь професії».

## Політична діяльність і медійне консультування
Політичну діяльність почав із «неформальних» політичних гуртків та студентського руху.
З жовтня 1989 до грудня 1992 року перебував у Народному Русі України.
Учасник установчого з'їзду Української студентської спілки (8-9 грудня 1989 року).
Один з організаторів Соціал-демократичної партії України, в лавах якої перебував з часу її заснування.
У травні 1990 року обраний до Ради (згодом — Центральної Ради, Політради) СДПУ, з жовтня 1991 до вересня 2010 р. — член Правління (згодом — Політбюро СДПУ(О)).
В 1992—1994 роках — був «політичним редактором» партії.
Учасник установчого з'їзду об'єднання «Нова Україна» (26-28 червня 1992 року), з червня 1993 року очолював аналітичний відділ секретаріату об'єднання.
Про участь СДПУ(О) у виборах 1998 року він казав в інтерв'ю:
| | «Вибори 1998 були дуже складними для партії (СДПУ(О)). Приходить один протокол з округу - партія долає бар'єр. Приходить другий - ні. За округа чотири до кінця підрахунку Григорій Суркіс навіть сказав: «Якщо ми не пройдемо, то я їм влаштую таку опозицію, що вони пошкодують». Але в підсумку соціал-демократи пройшли. У цей складний для партії період в штабі взагалі не було Онопенка, який очолював партію. Його не було ні перед виборами, ні після. Потім він не прийшов на загальні збори, а в «Голосі України» вийшло інтерв'ю, в якому він заявив, що «результат був не дуже гарним, тому що першим був не я, а Кравчук». Звичайно, після цього спалахнув скандал і конфлікт. Я таких слів від Кравчука ні до, ні після не чув. З Онопенко розійшлися. І тоді виникла кандидатура Медведчука. Він дуже неоднозначно сприймався в партії, у всякому разі в її ідейній частині, тому що, як я вже говорив, спочатку це була напівдисидентська тусовка і люди, які в неї входили, чудово знали історію зі Стусом. Ми домовилися, що будуть дані публічні пояснення по цій історії. І дійсно, з'явилося кілька матеріалів в пресі. А вже після цього він очолив партію. Але заголом і після цього в партії завжди було два крила - одне орієнтувалося на Медведчука і Суркіса, а друге групувалося швидше навколо Плужникова. Я завжди був ближче до другого крила. Власне, саме тому я потрапив на «Інтер». «Інтер» був проектом Плужникова. І, звичайно, замислювався в тому числі і як політичний інструмент. Хоча навіть для журналістів СДПУ(О) була спочатку чимось невідомим. Був навіть випадок, коли Онопенко протитрували як «Онопрієнка». В усю шир розгорнулися вже на виборах київського мера. Коли Суркіс боровся з Омельченком... » |
| — Алексей Мустафин: «Вытащить Медведчука во второй тур будет очень тяжело». INSIDER (рос.). 9 вересня 2018. | |

З квітня 2005 по вересень 2010 р. — заступник голови СДПУ(О).
З жовтня 1991 р. був заступником голови спілки «Українська соціал-демократична молодь», у 1992—1998 рр. очолював УСДМ.
У 2012–2013 рр. — консультував Партію регіонів з питань взаємодії із ЗМІ.
Був засновником і першим керівником дослідницької групи «Аргис».
В 2018–2020 рр. був медіаконсультантом партії «Батьківщина».

### Книжки
- «Справжня історія стародавнього світу» (2013)
- «Справжня історія середніх віків» (2014)
- «Справжня історія раннього нового часу» (2014)
- «Влада майдану. Хто і навіщо винайшов демократію» (2016)
- «Справжня історія пізнього нового часу» (2017)
- «Справжня історія стародавнього часу» (2018)
- «Hot Story. Неймовірні пригоди прянощів у світі людей» (2018)
- «Напій змін. Як кава створила сучасний світ» (2018)
- «Золоте руно. Історія, заплутана в міфах» (2019)
- «Цікаві факти з історії давніх часів» (2019)
- «Смачні пригоди. Екскурсії власною кухнею» (2020)
- «Смачні мандри. Нові екскурсії кухнею» (2020)
- «Халепи, що визначили долю народів» (2021)
- «Злам: кризи політичних режимів» (2021)
- «Чорногорія. Подорож історією» (2022)
- «Перлини в степу. Розмови про минуле українського Півдня» (2023)
- «Доба оксамиту. Україна в шатах Русі» (2024)
- «В ліжку з ведмедем. Сусідство з Росією як історичний виклик» (2024)
- «Пішаки пітьми. Хто виплекав монстра?» (2025)
- «Оповідки київські та нотатки на сторінках української минувшини» (2025)

### Науково-популярні статі з історичної тематики
- Олексій Мустафін. Політичний розвиток України кінця XIX — початку XX ст. Історія в школі, 1996, № 2, с.11-14
- Олексій Мустафін. Свобода, яку не спинити. Перший досвід на батьківщині демократії. VI ст. до нашої ери. Історична правда. 2010-12-01. Архів оригіналу за 26 січня 2018. Процитовано 26 січня 2018.
- Олексій Мустафін. Прощання з тиранією. Як це відбувалося 2500 років тому. Історична правда. 2014-01-23. Архів оригіналу за 4 листопада 2016. Процитовано 26 січня 2018.
- Олексій Мустафін. Як Дукля стала Чорногорією. Мандрівка середньовічною історією. Всесвіт, 2016, № 11/12, с.288-293
- Олексій Мустафін. Легенда про «місто нероб». Як філософ Піфагор із бобами воював. Історична правда. 2016-11-03. Архів оригіналу за 26 січня 2018. Процитовано 26 січня 2018.
- Олексій Мустафін. Винахід Кульчицького: чим завдячують кавомани шляхтичу з Самбірщини. Обозреватель. 2018-04-07. Архів оригіналу за 14 червня 2018. Процитовано 10 вересня 2018.
- Олексій Мустафін. Від Богдана до Бернарда. Чому українська кава - не лише львівська?. Обозреватель. 2018-11-21. Архів оригіналу за 17 серпня 2019. Процитовано 21 листопада 2018.
- Олексій Мустафін. Народження пропаганди. Інформаційна війна п’ятсотрічної давнини. Історична правда. 2019-06-03. Архів оригіналу за 6 червня 2019. Процитовано 12 червня 2019.
- Олексій Мустафін. «Солодший за мед, міцніший за вино»: невигадана біографія напою, оспіваного Стівенсоном. Обозреватель. 2019-08-17. Архів оригіналу за 17 серпня 2019. Процитовано 17 серпня 2019.
- Олексій Мустафін. Барон Сірко Ла-Маншський, або легенда про «козаків кардинала». Історична правда. 2019-08-26. Архів оригіналу за 26 серпня 2019. Процитовано 26 серпня 2019.
- Олексій Мустафін. Битва за вхідний квиток. Сенс бунту. Еспресо. 2020-06-09. Архів оригіналу за 26 червня 2020. Процитовано 3 липня 2020.
- Олексій Мустафін. Задушлива велич. Еспресо. 2020-06-19. Архів оригіналу за 26 червня 2020. Процитовано 3 липня 2020.
- Олексій Мустафін. Піфагор, але не той. Теорема тиранії. Еспресо. 2020-08-31. Архів оригіналу за 2 вересня 2020. Процитовано 31 серпня 2020.
- Олексій Мустафін. Приватизація влади. Еспресо. 2020-09-09. Архів оригіналу за 16 вересня 2020. Процитовано 16 вересня 2020.
- Олексій Мустафін. Шукачі кісток. Еспресо. 2020-09-16. Архів оригіналу за 18 вересня 2020. Процитовано 16 вересня 2020.
- Олексій Мустафін. Розчинитися в обіймах. Чорногорська історія. Еспресо. 2020-12-14. Архів оригіналу за 20 грудня 2020. Процитовано 28 грудня 2020.
- Олексій Мустафін. Ковпак, кучма, фаріон... Капелюшні революції і шапки свободи. Історична правда. 2021-03-11. Архів оригіналу за 27 квітня 2021. Процитовано 25 квітня 2021.
- Олексій Мустафін. Вигадані міста Причорномор'я. Краплені карти Російської імперії. Еспресо. 2022-08-18.
- Олексій Мустафін. Псевдо зради. Еспресо. 2022-11-11.
- Олексій Мустафін. За крок до «китайського миру». Таємна зброя Заходу. Еспресо. 2023-03-29.
- Олексій Мустафін. Одна мова – дві держави. Чому молдовани говорять румунською, і до чого тут Москва?. Історична правда. 2023-03-30.
- Олексій Мустафін. Прометей прикутий. Що українцям варто знати про татарську історію. Історична правда. 2023-04-24.
- Олексій Мустафін. «Вічне» питання. Чи чемно цікавитися, скільки насправді років нашій столиці?. Київ24. 2023-05-18.
- Олексій Мустафін. Посольство до Нещасного Краю. Як римський папа Москву з сусідами мирив. Історична правда. 2023-05-19.
- Олексій Мустафін. Підпільник Кіндрат. Від боротьби за Бахмут до незалежності Дону. Історична правда. 2023-05-25.
- Олексій Мустафін. Чари Цирцеї. Київські нотатки Франсіско де Міранди. Київ24. 2023-06-19.
- Олексій Мустафін. Кривава пора. Коли й у сумирних уривається терпець. Історична правда. 2023-07-03.
- Олексій Мустафін. Київське ханство. Україна під владою нащадків Чингісхана. Київ24. 2023-07-11.
- Олексій Мустафін. Український Сіон. Київ у державних планах Івана Мазепи. Київ24. 2023-07-27.
- Олексій Мустафін. Інгрія буде вільною. Яка з чотирьох?. Історична правда. 2023-08-18.
- Олексій Мустафін. «Заповіт Петра» і англосакси. Еспресо. 2023-08-18.
- Олексій Мустафін. Названий син Змія Горинича. Рятівник Константинополя похований у Києві. Київ24. 2023-11-06.
- Oleksii Mustafin. «Secretive» Grandson of the Kyiv Prince. The Gaze. 2023-11-08.
- Oleksii Mustafin. Isidore of Kyiv: Vodka as the Genesis of Moscow Orthodoxy. The Gaze. 2023-12-20.
- Олексій Мустафін. Ротшильди. Історія великих грошей та глобального впливу. WAS: Популярна історія. 2023-12-28.
- Олексій Мустафін. Театр комуністичних Карабасів. Довірливі (і не дуже) західні інтелектуали в ролі «золотого ключика» Москви. Київ24. 2024-01-11.
- Олексій Мустафін. Культур-дилери. Кілька слів про те, як Європу «закохували» в Росію. Еспресо. 2024-01-26.
- Олексій Мустафін. Троя у Києві. Пригоди співплемінників Енея на берегах Дніпра. Київ24. 2024-04-22.
- Олексій Мустафін. Честь Русі на своїй землі. Київ в церковних планах Вітовта. Київ24. 2024-06-05.
- Олексій Мустафін. Вчасно винайдений звичай. Київська «комунальна революція» XVI сторіччя. Київ24. 2024-07-09.
- Олексій Мустафін. Драма Заборовського. Розбудова Києва як виклик імперії?. Київ24. 2024-08-05.
- Олексій Мустафін. Кипчаки — винахідники «польової мережі» // Український Мультифронтир. Нова схема історії України (неоліт — початок XX століття). Х., 2024, с. 257—262
- Олексій Мустафін. «Примус до підданства». Перша спроба. Історична правда. 2023-09-02.
- Олексій Мустафін. Коли принципи дорожчі. Гетьман Григорій Ходкевич – передостанній литовський воєвода Києва. Київ24. 2024-09-03.
- Олексій Мустафін. Омофор єднання. Чому порятунок Царгорода від русів став святом для киян і українців загалом. Історична правда. 2024-10-01.
- Oleksii Mustafin. Self-Theft Of Europe. Part 1. The Gaze. 2024-20-09.
- Oleksii Mustafin. Self-Theft Of Europe. Part 2: The Stolen Flower. The Gaze. 2024-11-08.